# Харадзе Євген Кирилович
Євген Кирилович Харадзе (груз. ევგენი ხარაძე; 18 жовтня 1907 — 11 серпня 2001) — радянський грузинський астроном, академік АН СРСР (1984), академік АН Грузинської РСР (1955), у 1972—1978 — її віце-президент, з 1978 — президент.

## Біографічні відомості
Народився у Тбілісі. У 1930 році закінчив Тбіліський університет. У 1931—1934 — аспірант Астрономічного інституту в Ленінграді, з 1932 року — директор Абастуманської астрофізичної обсерваторії АН ГРСР, в 1937—1972 завідував кафедрою астрономії Тбіліського університету, в 1959—1965 — ректор університету.
Основні наукові роботи присвячені вивченню міжзоряного поглинання світла зірок. Виконав багаторічні дослідження міжзоряного поглинання у різних напрямках у Галактиці і структури Галактики з урахуванням цього поглинання. У 1952 склав каталог показників кольору 14000 зірок в обраних майданчиках Каптейна. Побудував для кожного майданчика графіки залежності поглинання світла від відстані до Сонця. Вивів числові параметри поглинання (коефіцієнт загального поглинання, перекладний множник для надлишку кольору, середню товщину галактичного приекваторіального шару), підтвердив реальне існування так званого поясу Гулда, вказав на асиметрію розподілу поглинальної пилової речовини у приекваторіальній зоні Галактики. Виявив, що в спектрі P Лебедя зрушення ліній, що характеризують швидкості викиду атомів з поверхні цієї зірки, залежать від потенціалу іонізації відповідних елементів. Це було першою вказівкою на стратифікацію елементів в протяжних атмосферах. Вказав на існування варіацій ширин профілів бальмерових ліній в фраунгоферовому спектрі Сонця, що залежать від сонячної активності.
Голова комісії зоряної астрономії Астрономічного ради АН СРСР (1960—1973), голова Бюро проблемної секції Астрономічної ради АН СРСР «Фізика і еволюція галактик і метагалактики» (з 1979), віце-президент Міжнародного астрономічного союзу (1976—1982). Автор понад 70 наукових публікацій, а також університетського та шкільного підручників з астрономії. Вів велику педагогічну діяльність, був керівником багатьох кандидатських і докторських дисертацій.
Заслужений діяч науки Грузинської РСР (1961). Почесний громадянин Тбілісі (1982).

## Публікації
- Харадзе Е. К. Абастуманская астрофизическая обсерватория. — Москва: Издательство АН СССР, 1958.
- Харадзе Е. К. Каталог показателей цвета 14000 звезд и исследование поглощения света в Галактике на основе цветовых избытков звезд // Бюллетень Абастуманской астрофизической обсерватории. — № 12. — 1952. — С. 375—419.